# Episodi de La terra di Tanabata
La prima stagione della serie televisiva La terra di Tanabata, composta da 10 episodi, è stata trasmessa in tutti i paesi in cui il servizio è disponibile su Disney+ dal 4 luglio all'8 agosto 2024.
| n° | Titolo originale               | Titolo italiano                              | Prima visione  |
| -- | ------------------------------ | -------------------------------------------- | -------------- |
| 1  | The Telekinetic                | Il Telecinetico                              | 4 luglio 2024  |
| 2  | Marukami Village               | Villaggio Marukami                           | 4 luglio 2024  |
| 3  | Within Reach                   | A portata di mano                            | 4 luglio 2024  |
| 4  | New Skills Development Seminar | Seminario sullo sviluppo di nuove competenze | 11 luglio 2024 |
| 5  | The Gouger                     | Il criminale                                 | 11 luglio 2024 |
| 6  | Fundamentally Secret           | Fondamentalmente segreto                     | 18 luglio 2024 |
| 7  | Marching Forward               | Marciando in avanti                          | 18 luglio 2024 |
| 8  | Power from Outside             | Potenza dall'esterno                         | 25 luglio 2024 |
| 9  | A Gift from Kasasagi           | Un regalo da Kasasagi                        | 1 agosto 2024  |
| 10 | The Festival                   | Il Festival                                  | 8 agosto 2024  |